# Margaret (Alabama)
Margaret es un pueblo ubicado en el condado de St. Clair en el estado estadounidense de Alabama. En el censo de 2000, su población era de 1169.

## Demografía
En el 2000 la renta per cápita promedia del hogar era de $ 30.147$, y el ingreso promedio para una familia era de 32.019$. El ingreso per cápita para la localidad era de 13.764$. Los hombres tenían un ingreso per cápita de 28.798$ contra 16.855$ para las mujeres.

## Geografía
Margaret está situado en 33°40′33″N 86°28′4″O / 33.67583, -86.46778 (33.675957, -86.467641)
Según la Oficina del Censo de los EE. UU., la ciudad tiene un área total de 9.31 millas cuadradas (24.11 km²).